# Wezenlijk betwist begrip
Een wezenlijk betwist begrip is een begrip of concept dat onvermijdelijk eindeloze discussies met zich meebrengt over het juiste gebruik en de juiste interpretatie. Het concept is in 1956 geïntroduceerd door de Engelse filosoof Walter Bryce Gallie in een brief aan de Aristotelian Society.

## De zeven condities volgens Gallie
Gallie begint met een vijftal condities voor een wezenlijk betwist begrip:
- Het begrip is aan een waardeoordeel verbonden in die zin dat het betekenis of waarde geeft aan een beoogd, waardevol resultaat ("appraisiveness").
- Dit resultaat heeft een intern complex karakter met meerdere componenten die elk bijdragen aan het resultaat als geheel ("internal complexity").
- De waarde van het resultaat kan alleen worden verklaard door te verwijzen naar de bijdragen van de verschillende onderdelen of kenmerken, waarbij deze onderdelen in verschillende volgorden van importantie verdeeld kunnen worden zonder dat een van deze volgorden op zichzelf als absurd beschouwd hoeft te worden ("diverse describability").
- Het resultaat in kwestie is van dien aard, dat het naargelang omstandigheden veranderen in aanzienlijke mate kan worden gewijzigd, zonder dat deze wijzigingen van tevoren voorspeld kunnen worden ("openness");
- Verschillende stromingen hebben niet alleen verschillende opvattingen over het correcte gebruik of de juiste interpretatie van het begrip, maar ieder van hen erkent ook het feit dat het eigen gebruik of de eigen interpretatie door de anderen, tot op zekere hoogte met recht, kan worden betwist ("reciprocal recognition").

Het is met name het vijfde kenmerk dat een begrip wezenlijk betwist maakt, wat overigens niet wegneemt dat ook de eerste vier noodzakelijke voorwaarden zijn om van een wezenlijk betwist begrip te kunnen spreken.
Gallie voegt hier nog een tweetal kenmerken aan toe. Deze kenmerken verklaren waarom bij een wezenlijk betwist begrip niet door analyse en experimenteren aangetoond kan worden dat het begrip radicaal verward is en waarom de term, als gevolg, gebruikt blijft worden. De zesde voorwaarde luidt dat het begrip een oorsprong heeft die door alle elkaar bestrijdende stromingen wordt erkend ("original exemplar"). Voorbeelden zijn het begrip 'christelijke traditie' en het begrip 'democratie'. Volgens Gallie dient ook het begrip 'kunst' op soortgelijke wijze te worden opgevat: ook hier is sprake van elkaar voortdurend bestrijdende scholen, stijlen en stromingen, die niet alleen een uitgesproken normatieve opvatting over kunst vertegenwoordigen, maar zich hierbij bovendien beroepen op bepaalde traditionele waarden. Tot slot, luidt de zevende voorwaarde dat het voortdurende gebruik van het wezenlijk betwist begrip bijdraagt aan het behouden en ontwikkelen van een begrip van het oorspronkelijke gebruik van de term ("progressive competition").

## Gallies illustratieve voorbeeld
Om zijn idee te illustreren, gebruikt Gallie de term 'kampioenen'. Dit doet hij door een hypothetisch kampioenschap voor te stellen waarbij:
- elk team zich specialiseert in een te onderscheiden methode, strategie of speelstijl;
- het 'kampioenschap' niet wordt beoordeeld aan de hand van een objectief meetbare standaard, maar aan de hand van waarden die aan 'stijl' en 'klasse' worden toegekend;
- het 'kampioenschap' niet wordt toegekend voor een vaste tijd of periode maar de competitie continu wordt gespeeld en ieder team dat vandaag 'kampioen' is weet dat het deze titel morgen weer kwijt kan zijn;
- aangezien er geen duidelijk puntensysteem is aan de hand waarvan de 'kampioen' bepaald kan worden, ook een officiële jury of een duidelijke set regels ontbreekt. In plaats daarvan heeft elk team een vaste schare supporters, maar bestaat er ook een groep 'zwevende' supporters die dan weer partij kiest voor het ene team en dan weer voor het andere. Als gevolg heeft op elk moment één team de grootste (en luidste) groep supporters die dit team tot 'kampioen' kroont;
- tegelijkertijd echter de supporters van de andere teams dit 'kampioenschap' niet zullen erkennen en in plaats daarvan hun eigen team als 'de (ware) kampioen' zullen zien.

Kenmerkend is bovendien dat de trouwe supporters niet enkel strijden voor de gunsten van de 'zwevende' supporters om zo de grootste groep supporters te worden maar minstens zo zeer handelen vanuit een oprechte overtuiging dat het team dat zij aanhangen daadwerkelijk het spel het beste speelt - en dus, ongeacht welk team de grootste supportersschare heeft, de 'werkelijke kampioen' is. Het gevolg is derhalve een eindeloze competitie tussen de supporters van de verschillende teams.

## Overige voorbeelden
Naast christelijke traditie, democratie en kunst worden (in ieder geval door sommigen) ook de volgende termen als voorbeelden van wezenlijk betwiste begrippen gezien:
- Europa[5]
- Kapitalisme[6]
- Middenklasse[6]
- Neoliberalisme[7]
- Politiek[8]
- Sociale rechtvaardigheid[9]